# ۳آلفا-آندروستن‌دی‌ال
۳آلفا-آندروستن‌دی‌ال (به انگلیسی: 3α-Androstanediol) با فرمول شیمیایی C۱۹H۳۲O۲ یک ترکیب شیمیایی با شناسه پاب‌کم ۱۵۸۱۸ است. که جرم مولی آن ۲۹۲٫۴۶ g/mol می‌باشد.